# 馬普托灣

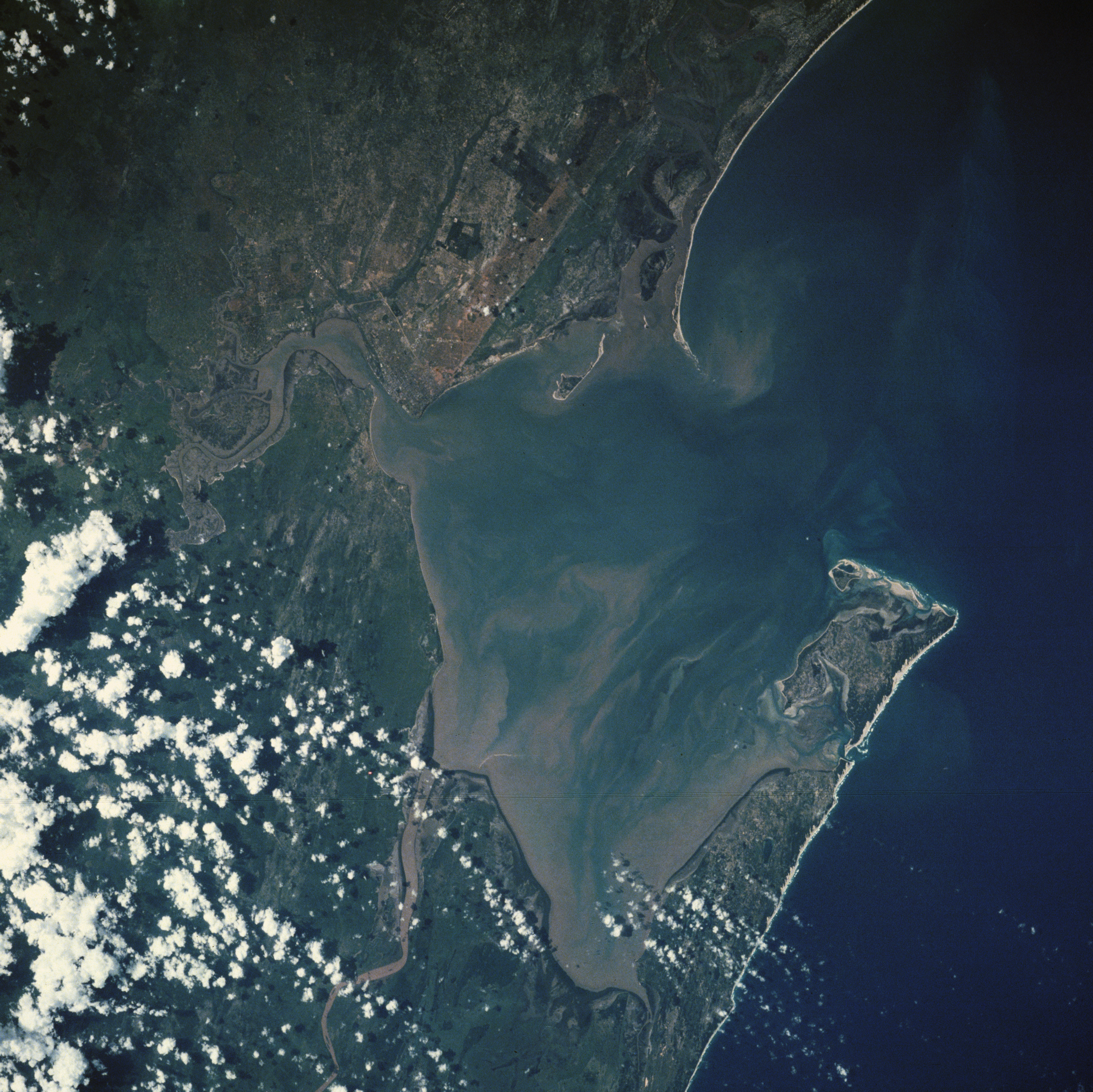
马普托湾卫星图

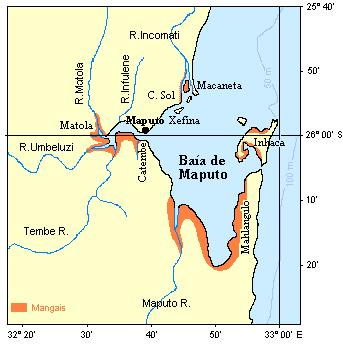
马普托湾地图

馬普托灣（葡萄牙語：Baía de Maputo）是非洲東部的海灣，位於莫桑比克沿岸的莫桑比克海峽南部，長約112公里、寬25至40公里，最大深度16米，潮汐高度1.8至5米，主要城市有馬普托。旧称德拉戈湾（Delagoa Bay），源于葡萄牙语的，意为“潟湖湾”。
25°59′S 32°42′E / 25.983°S 32.700°E